# 國道5號 (日本)

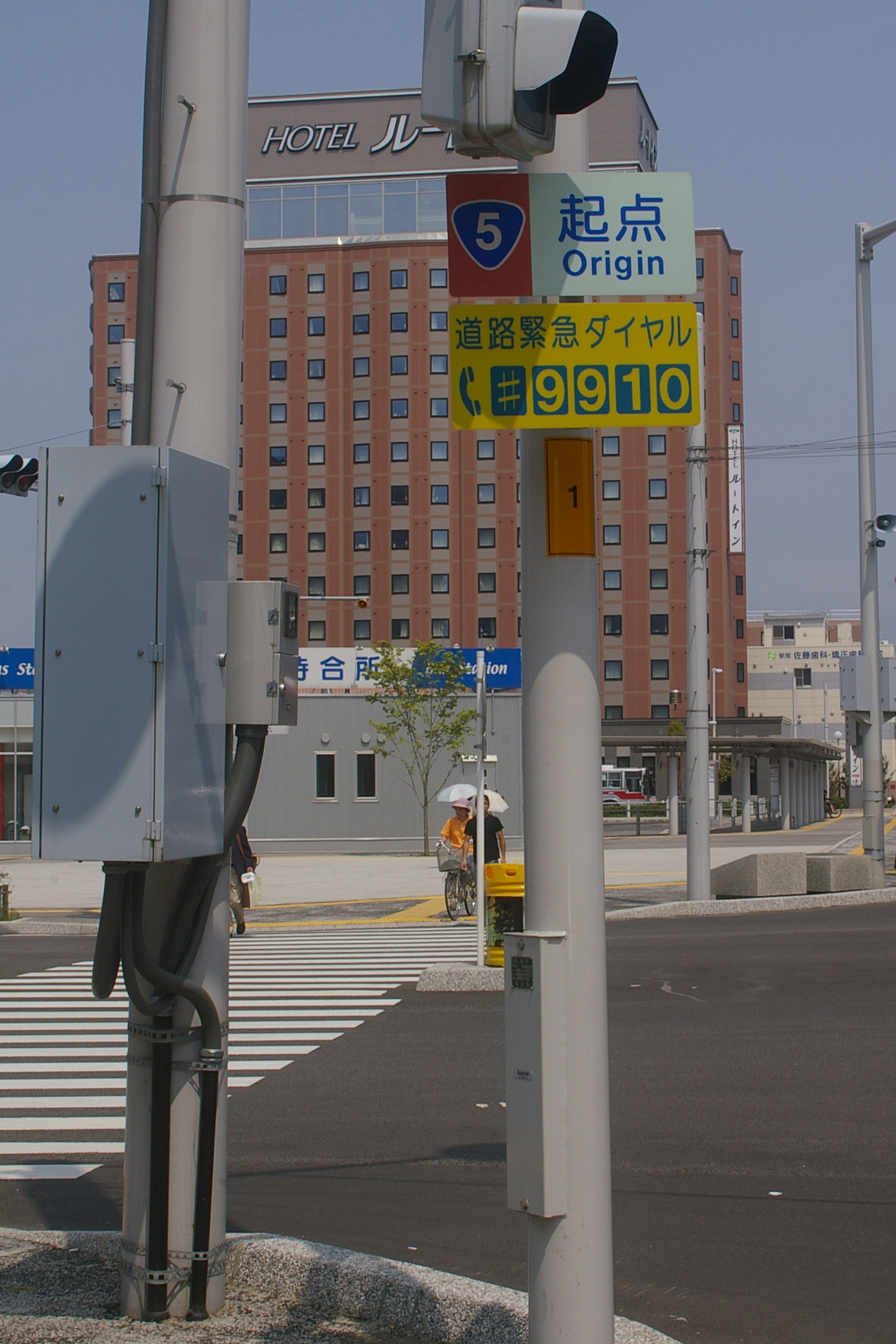
國道5號起點標識（函館市）

國道5號（日语：／ Kokudō Go-gō）是由北海道函館市至北海道札幌市的一般國道，為北海道內的國道之中唯一的個位數字國道。

## 概要
國道5號在函館市 - 長萬部町間與北海道縱貫自動車道並行，黑松內町 - 札幌市間與北海道橫斷自動車道並行。本路線並不是函館市 - 札幌市間的最短路線，從中途長萬部町接國道230號至札幌市距離更短。

### 路線資料

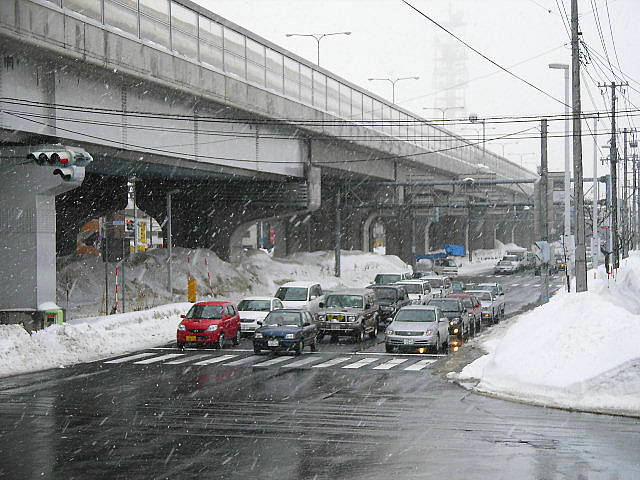
與高架札樽自動車道並行的國道5號（札幌市北區）

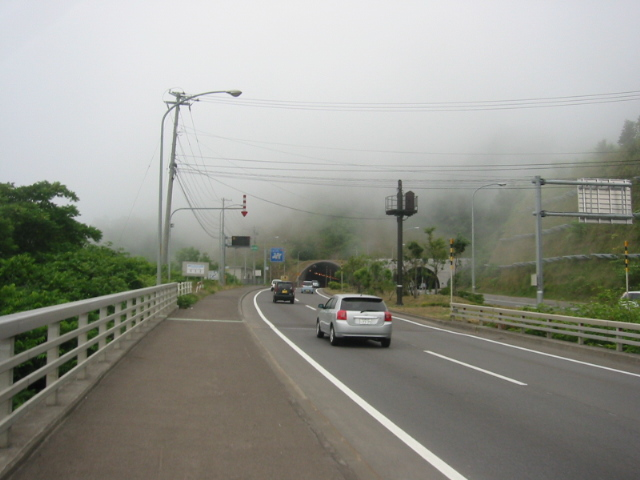
小樽市張碓隧道前（札幌方向）

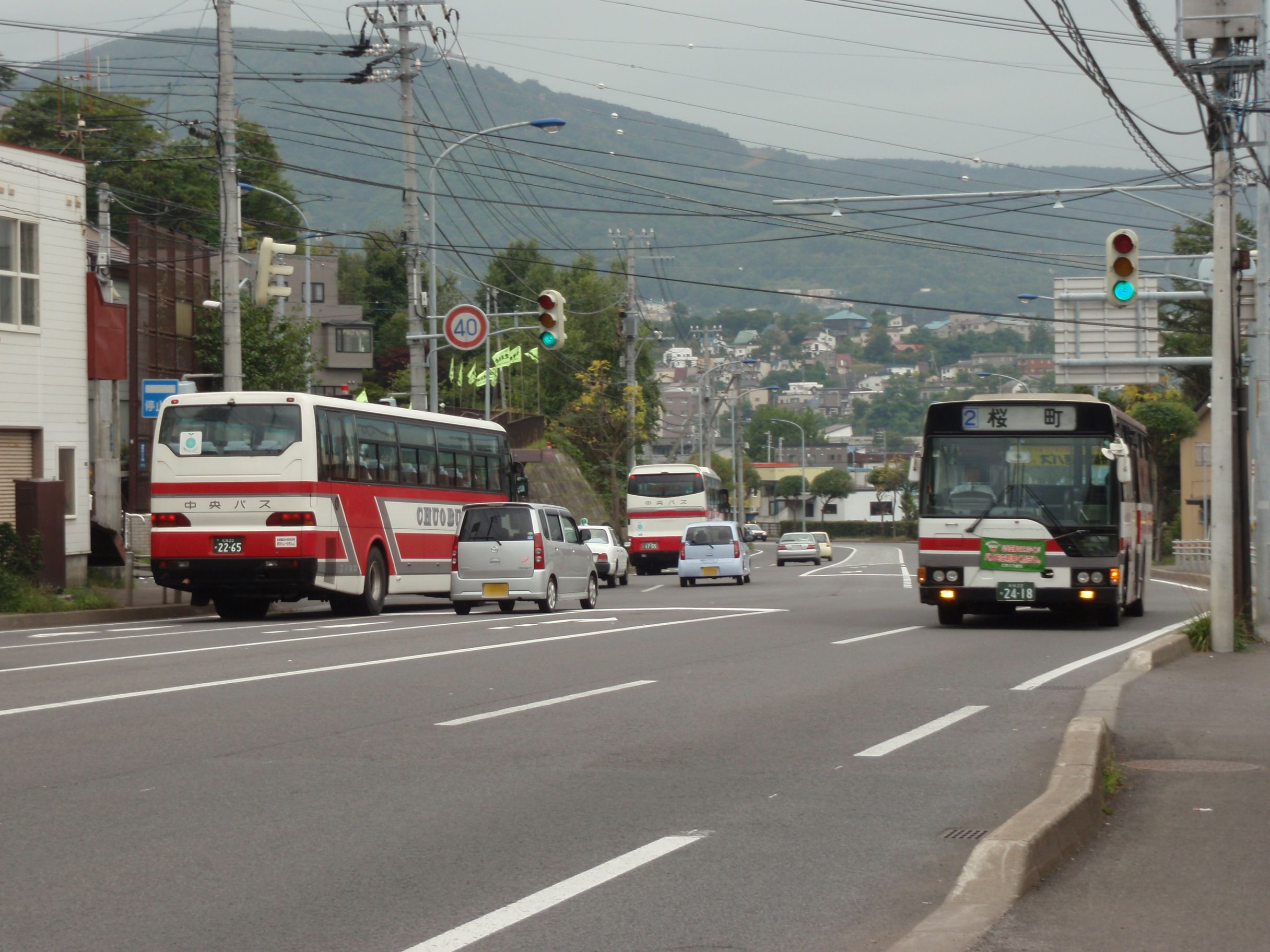
小樽市潮見台巴士站附近（函館方向）

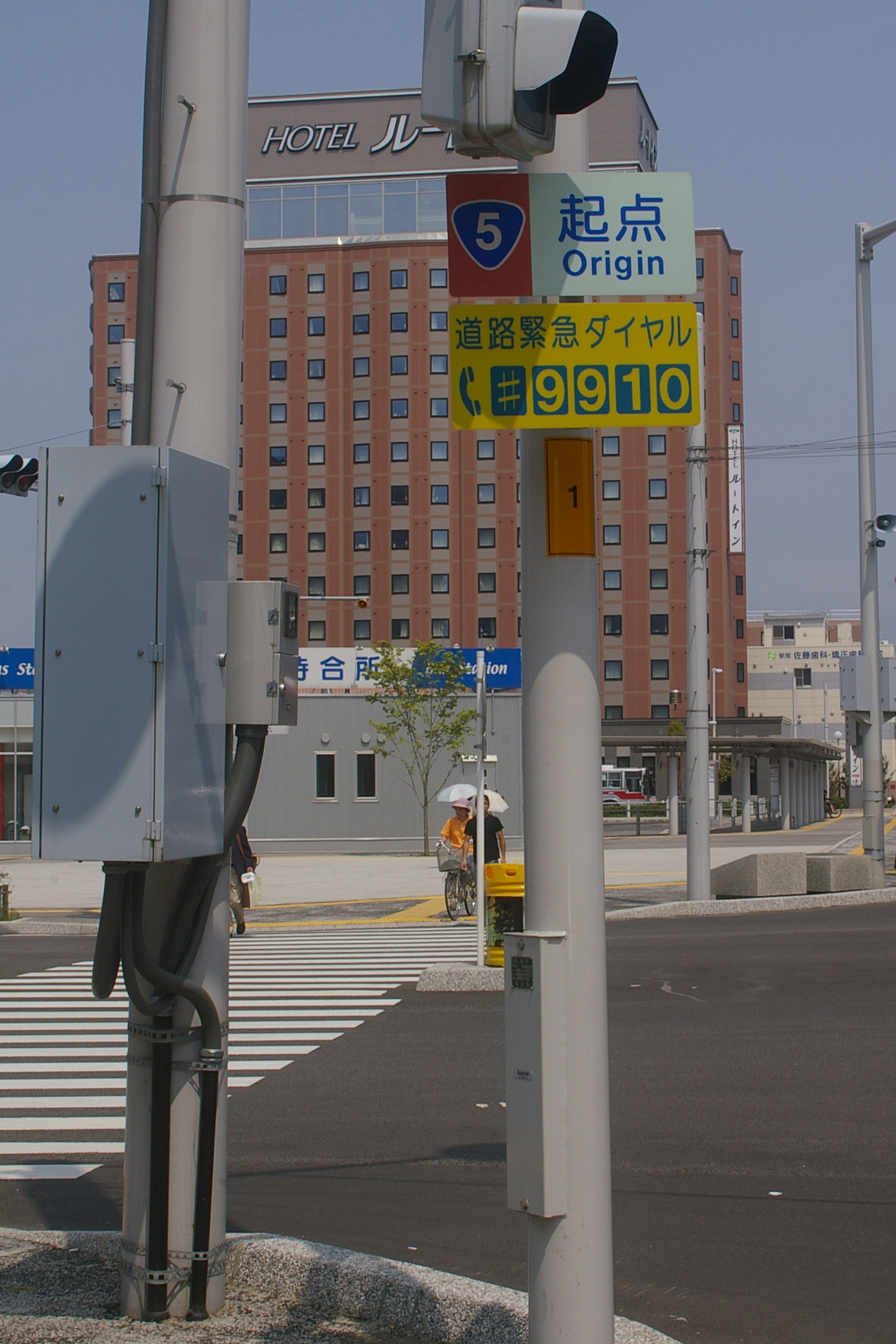
國道5號起點標示（函館市）

- 起點：北海道函館市若松町16番7[1]（JR函館站前交差點 = 國道278號、國道279號起點）
- 終點：北海道札幌市中央區北1條東1丁目2番5[1]（北1條橋 = 國道12號交點）
- 主要行經地：長萬部町、蘭越町、新雪谷町、俱知安町、小樽市
- 總長度：301.0公里（北海道 282.0 km、札幌市 19.0 km）[2][注釋 1]
- 共線長度：無[2][注釋 1]
- 實際長度：301.0 km（北海道 282.0 km、札幌市 19.0 km）[2][注釋 1]
  - 現道：282.6 km（北海道 263.6 km、札幌市 19.0 km）[2][注釋 1]
  - 舊道：無[2][注釋 1]
  - 新道：18.4 km（北海道 18.4 km、札幌市 - km）[2][注釋 1]
- 指定區間：全線

### 管轄機關
- 函館開發建設部
  - 函館道路事務所：函館市若松町（函館站前起點） - 七飯町、森町界
  - 八雲道路事務所：七飯町、森町界 - 長万部町、黑松內町界
- 小樽開發建設部
  - 俱知安道路事務所：長萬部町、黑松內町界 - 俱知安町、共和町界
  - 岩內道路事務所：俱知安町、共和町界 - 共和町、仁木町界
  - 小樽道路事務所：共和町、仁木町界 - 小樽市、札幌市手稻區界
- 札幌開發建設部
  - 札幌道路事務所：小樽市、札幌市手稻區界 - 札幌市中央區北1條東1丁目（北1西1、大通東1終點）

## 歷史
- 1873年（明治6年）：函館 - 札幌間的新道完成。同年11月5日太政官布告第364號公告該新道為札幌本道（さっぽろほんどう）。

札幌本道做為北海道開拓最重要的路線，是日本第一條正式的長距離馬車道，為國道5號的起源。函館至森為現在的國道5號，森至室蘭為航路，室蘭至札幌為現國道36號。1885年（明治18年）內務省告示第6號「國道表」指定為國道42號「東京至札幌縣路線」（函館為止與國道6號（現在的國道4號）重複）。
- 1907年（明治40年）5月13日：國道42號路線變更，國道42號改為現在的國道5號路線。（改正後之國道表）
- 1920年（大正9年）：依舊道路法之路線認定，舊國道42號改為國道4號「東京市至北海道廳所在地路線」（現在的國道4號、國道5號）。
- 1952年（昭和27年）12月4日：依新道路法之路線指定。舊國道4號的北海道區間（北海道函館市 - 北海道札幌市）為一級國道5號。
- 1965年（昭和40年）4月1日：道路法修正，廢除一級、二級區別，為一般國道5號。

### 舊道
- 札幌小樽道路（札樽繞道，現：札樽自動車道）

配合1972年札幌東奧規劃連結札幌市與小樽市的國道5號收費繞道於1971年（昭和46年）開通。也稱「札樽繞道」。之後進行高規格幹線道路改建，1973年（昭和48年）升格高速自動車國道，為札樽自動車道（札幌西交流道 - 小樽交流道）。
- 北海道道124號宮之澤北一條線（日语：北海道道124号宮の沢北一条線）

札幌新道開通前的路線。

## 路線狀況
函館市至七飯町的赤松行道樹區間源自於札幌本道。為了保護行道樹與確保交通流量，於其並行建設並行的汽車專用道路函館新道，2002年（平成14年）3月以暫定2車道全線啟用。

### 繞道
- 函館新道
- 森繞道（日语：森バイパス (北海道)）
- 八雲繞道（日语：八雲バイパス）
- 長萬部繞道（日语：長万部バイパス）
- 黑松內新道（日语：黒松内新道）（一般國道自動車專用道路A'路線）
- 俱知安余市道路（日语：倶知安余市道路）（一般國道自動車專用道路A'路線）
- 長橋繞道（日语：長橋バイパス）
- 札幌新道（日语：札幌新道）

## 別名
- 札幌本道（日语：札幌本道）
- 赤松街道
函館市桔梗町至七飯町峠下的舊道區間。除了入選「歷史國道（日语：歴史国道）」「日本道路百選（日语：日本の道100選）」[5]，也是讀賣新聞社選定的「新日本街路樹100景」之一[6]。函館市桔梗町至七飯町峠下的舊道有種植長達14.3公里、1200顆赤松，通稱赤松並木[4]。1990年（平成2年）道之日徵選出愛稱「赤松街道」。赤松種於寬18公尺、2車道（部分，峠下地區為雙向4車道）道路的步道與外側道路占地上[4]。江戶時代末期的1856年（安政3年），箱館奉行支配組頭栗本瀨兵衛（日语：栗本鋤雲）將故鄉佐渡的赤松種子種於七重藥草園（之後的官園）。為了紀念1877年（明治9年）明治天皇行幸而將大部分移至札幌本道[7]。七飯町字大中山 - 同町字鳴川町的約2公里區間是赤松狀況最好的路段，也在1986年（昭和61年）度入選「日本道路百選」。100多年前栽種的赤松樹形良好，是整段行道樹的代表。[7]。
- 大沼國道
- 羊蹄國道
- 小樽中央線
- 歐羅隆線（日语：日本海オロロンライン）
- 札樽國道
- 北5條手稻通（日语：北5条手稲通）
- 札幌新道（日语：札幌新道）
- 創成川通

### 重複區間
- 國道230號（日语：国道230号）（北海道山越郡長萬部町國縫（國縫交匯點） - 北海道山越郡長萬部町長萬部（旭濱交匯點））
- 國道276號（日语：國道276號）（北海道虻田郡俱知安町（北4條西1丁目交匯點） - 北海道岩內郡共和町（國富交匯點））
- 國道229號（日语：國道229號）（北海道余市郡余市町黑川町（余市站前交匯點） - 北海道小樽市（稻穗2-18交匯點））

### 道路設施

#### 主要隧道
- 大沼隧道（上行線747公尺、下行線670.5公尺）
- 湯之崎隧道（464公尺）
- 盤之澤隧道（75公尺）
- 國富隧道（105公尺）
- 島付內隧道（225公尺）
- 稻穗隧道（1,230公尺）
- 畚部隧道（46公尺）
- 新忍路隧道（1,742公尺）
- 新鹽谷隧道（1,063公尺）
- 長橋隧道（1,000公尺）
- 砂留隧道（460公尺）
- 平磯隧道（408公尺）
- 新平磯隧道（505公尺）
- 張碓隧道（633公尺）
- 新張碓隧道（669公尺）

新忍路隧道於2018年（平成30年）3月17日開通後，以下兩舊道隧道廢止。
- 忍路隧道（505公尺）
- 桃內隧道（370公尺）

新鹽谷隧道於2021年（令和3年）3月20日開通後，以下兩舊道隧道廢止。
- 笠岩隧道（370公尺）
- 鹽谷隧道（541公尺）

#### 道之驛
- 渡島管內
  - 七色七飯（日语：道の駅なないろ・ななえ）（龜田郡七飯町）
  - YOU遊森（日语：道の駅YOU・遊・もり）（茅部郡森町）
- 後志管內
  - 黑松內（日语：道の駅くろまつない）（壽都郡黑松內町）
  - 蘭越故鄉之丘（日语：道の駅らんこし・ふるさとの丘）（磯谷郡蘭越町）
  - 新雪谷VIEWPLAZA（日语：道の駅ニセコビュープラザ）（虻田郡新雪谷町）
  - 宇宙蘋果余市（日语：道の駅スペース・アップルよいち）（余市郡余市町） ※經國道229號（日语：國道229號）

## 地理

### 通過市町村
- 北海道
  - 渡島支廳
    - 函館市 - 龜田郡七飯町 - 茅部郡森町 - 二海郡八雲町 - 山越郡長萬部町

  - 後志支廳
    - 壽都郡黑松內町 - 磯谷郡蘭越町 - 虻田郡二世古町 - 虻田郡俱知安町 - 岩內郡共和町 - 余市郡仁木町 - 余市郡余市町 - 小樽市

  - 石狩支廳
    - 札幌市（手稻區 - 西區 - 北區 - 中央區）

### 交會路線

#### 現道
渡島綜合振興局
函館市
- 國道278號、國道279號、北海道道675號立待岬函館停車場線：若松町（函館站前起點）
- 國道227號、北海道道571號五稜郭公園線（日语：北海道道571号五稜郭公園線）：萬代町（萬代跨線橋交匯點）
- 北海道道347號赤川函館線（日语：北海道道347号赤川函館線）：龜田本町（龜田町、龜田本町交匯點）
- 函館新道：昭和4丁目
- 北海道道100號函館上磯線：桔梗1丁目（桔梗町交點）

龜田郡七飯町
- 北海道道969號大野大中山線（日语：北海道道969号大野大中山線）：大川1丁目
- 北海道道264號七飯療養所線：本町（七飯站前交點、七飯町役場入口交點）
- 北海道道676號七飯大野線（日语：北海道道676号七飯大野線）：本町（七飯町役場入口交點）
- 北海道道96號上磯峠下線（日语：北海道道96号上磯峠下線）：峠下   →   北海道縱貫自動車道七飯交流道（日语：七飯インターチェンジ）（建設中）
- 北海道道338號大沼公園線：西大沼
- 北海道道43號大沼公園鹿部線（日语：北海道道43号大沼公園鹿部線）：西大沼

茅部郡森町
- 北海道道43號大沼公園鹿部線（日语：北海道道43号大沼公園鹿部線）：赤井川
- 北海道道149號大沼公園交流道線（日语：北海道道149号大沼公園インター線）：赤井川（保養基地入口交點） → 道央自動車道大沼公園交流道
- 國道278號、北海道道794號森停車場線 : 森川町 → 道央自動車道森交流道
- 北海道道794號森停車場線：上台町
- 北海道道606號霞台森停車場線 : 上台町（森町上台交點）
- 北海道道1028號森砂原線：富士見町
- 北海道道778號濁川溫泉線 : 本茅部町

二海郡八雲町
- 北海道道67號八雲厚澤部線（日语：北海道道67号八雲厚沢部線）：落部
- 北海道道1155號落部交流道線（日语：北海道道1155号落部インター線）： 東野  → 道央自動車道落部交流道
- 北海道道573號櫻野野田生停車場線：野田生
- 北海道道42號八雲北檜山線（日语：北海道道42号八雲北檜山線）：內浦町
- 北海道道572號八雲港線（日语：北海道道572号八雲港線）：東雲町
- 北海道道202號八雲停車場線：東雲町
- 國道277號（日语：国道277号）：立岩 → 道央自動車道八雲交流道（日语：八雲インターチェンジ）
- 北海道道1029號花浦內浦線：花浦

山越郡長萬部町
- 國道230號（日语：国道230号）：字國縫 → 道央自動車道國縫交流道
- 國道37號：字長萬部（旭濱交點）
- 北海道道1141號長萬部公園線：字長萬部
- 道央自動車道長萬部交流道：字長萬部
- 北海道道842號大峯雙葉線（日语：北海道道842号大峯双葉線）：字雙葉

後志綜合振興局
壽都郡黑松內町
- 北海道道9號壽都黑松內線（日语：北海道道9号寿都黒松内線）：歌才
- 北海道道266號大成黑松內停車場線：豐幌（豐幌交點、朱太川橋）
- 北海道道265號熱郛白井川線（日语：北海道道265号熱郛白井川線）：白井川
- 北海道道344號白井川豐浦線（日语：北海道道344号白井川豊浦線）：白井川
- 黑松內新道（日语：黒松内新道）黑松內交流道（日语：黒松内インターチェンジ）：白井川

磯谷郡蘭越町
- 北海道道752号名駒田下線（日语：北海道道752号名駒田下線）：田下
- 北海道道934號相生蘭越線：相生
- 北海道道267號磯谷蘭越線（日语：北海道道267号磯谷蘭越線）：大谷
- 北海道道525號蘭越停車場線：蘭越町
- 北海道道229號北尻別蘭越停車場線：蘭越町
- 北海道道207號昆布停車場新雪谷線（日语：北海道道207号昆布停車場ニセコ線）：昆布町

虻田郡新雪谷町
- 北海道道32號豐浦新雪谷線（日语：北海道道32号豊浦ニセコ線）：西富（昆布交點）
- 北海道道791號峠宮田線：宮田
- 北海道道66號岩內洞爺線：元町
- 北海道道792號新雪谷停車場線：有島

虻田郡俱知安町
- 北海道道631號新雪谷高原比羅夫線（日语：北海道道631号ニセコ高原比羅夫線）：比羅夫
- 北海道道478號京極俱知安線（日语：北海道道478号京極倶知安線）：高砂
- 北海道道343號蘭越新雪谷俱知安線（日语：北海道道343号蘭越ニセコ倶知安線）：南11條西1丁目（南11西1・南11東1交點）
- 北海道道58號俱知安新雪谷線：南3條西1丁目（南3西1、南4東1交點） →   俱知安余市道路（日语：倶知安余市道路）倶知安交流道（日语：倶知安インターチェンジ）（建設中）
- 北海道道271號俱知安停車場線：北1條西1丁目（北1西1、南1東1交點）
- 國道276號（日语：国道276号）：北4條西1丁目（北3西1、北4東1交點）

岩內郡共和町
- 北海道道604號老古美小澤停車場線：Weiss、小澤（小澤站前交點）
- 俱知安余市道路共和交流道（日语：共和インターチェンジ (北海道)）（建設中）：國富
- 國道276號：國富

余市郡仁木町
- 北海道道1022號仁木赤井川線 : 大江3丁目
- 倶知安余市道路仁木南交流道（日语：仁木南インターチェンジ）（建設中） : 大江
- 北海道道455號仁木停車場線：北町2丁目

余市郡余市町
- 北海道道36號余市赤井川線（日语：北海道道36号余市赤井川線）：黑川町
- 北海道道755號然別余市線（日语：北海道道755号然別余市線）：黑川町9丁目
- 北海道道753號登余市停車場線：黑川町8丁目    → 俱知安余市道路（建設中）・後志自動車道余市交流道（日语：余市インターチェンジ）
- 國道229號（日语：国道229号）：黑川町3丁目（余市站前交點）
- 北海道道228號豊丘余市停車場線：黑川町3丁目（余市站前交點）、大川町3丁目
- 北海道道1092號榮町溫泉線：榮町

小樽市
- 北海道道956號小樽環狀線（日语：北海道道956号小樽環状線）：鹽谷（日语：塩谷）1丁目
- 北海道道820號小樽港稻穗線（日语：北海道道820号小樽港稲穂線）：稻穗（日语：稲穂 (小樽市)）5丁目
- 北海道道454號小樽海岸公園線（日语：北海道道454号小樽海岸公園線）：稻穗3丁目
- 北海道道697號天神南小樽停車場線：稻穗2丁目（稻穗2-18交點）
- 國道393號（日语：国道393号）、北海道道697號天神南小樽停車場線：奧澤1丁目（奧澤十字街交點）
- 札樽自動車道小樽交流道：若竹町（若竹交差點）
- 北海道道17號小樽港線（日语：北海道道17号小樽港線）：若竹町（若竹交差點）
- 北海道道1號小樽定山渓線（日语：北海道道1号小樽定山渓線）：朝里3丁目（朝里3-5、新光1-8交點） → 札樽自動車道朝里交流道
- 北海道道225號小樽石狩線（日语：北海道道225号小樽石狩線）：桂岡町（桂岡交點）
- 北海道道147號錢函交流道線（日语：北海道道147号銭函インター線）：錢函（日语：銭函）2丁目（錢函交點） → 札樽自動車道錢函交流道（日语：銭函インターチェンジ）
- 北海道道1126號錢函停車場線：見晴町
- 國道337號（日语：国道337号）道央圈連絡道路（日语：道央圏連絡道路）：錢函3丁目

石狩振興局
札幌市
- 北海道道44號石狩手稻線（日语：北海道道44号石狩手稲線）：手稻區手稻本町（日语：手稲本町）2條2丁目（手稻本町2-2交點）
- 札幌市道手稻山麓通：手稻區富丘（日语：富丘 (札幌市)）2條7丁目 → 札樽自動車道手稻交流道
- 北海道道128號札幌北廣島環狀線（日语：北海道道128号札幌北広島環状線）：西區宮之澤（日语：宮の沢）1條5丁目
- 札樽自動車道札幌西交流道：西區宮之澤1條3丁目（宮之澤1-2、宮之澤1-3交點）
- 北海道道124號宮之澤北一條線（日语：北海道道124号宮の沢北一条線）：西區宮之澤1條3丁目（宮之澤1-2、宮之澤1-3交點）
- 北海道道452號下手稻札幌線（日语：北海道道452号下手稲札幌線）：西區發寒（日语：発寒）12條1丁目（發寒12-1、發寒13-2交點）
- 北海道道125號前田新川線（日语：北海道道125号前田新川線）：西區八軒（日语：八軒 (札幌市)）10條西11丁目（八軒10西10、八軒10西11交點）、北區新川（日语：新川 (札幌市)）2條7丁目（新川2-7、新川2-8交點）
- 札樽自動車道新川交流道：北區新川2條7丁目
- 北海道道277號琴似停車場新琴似線（日语：北海道道277号琴似停車場新琴似線）：北區新琴似（日语：新琴似）1條1丁目
- 札樽自動車道札幌北（第二）交流道：北區北33條西6丁目
- 國道231號（日语：国道231号）、國道274號：北區北34條西2丁目・東區北34條東1丁目（北34西2、北33東1交點）
- 北海道道89號札幌環狀線（日语：北海道道89号札幌環状線）：北區北24條西2丁目・東區北24條東1丁目（北24西2、北24東1交點）
- 北海道道273號花畔札幌線（日语：北海道道273号花畔札幌線）：北區北8條西1丁目・東區北8條東1丁目（北8西1、北7東1交點）
- 國道12號：中央區北1條東1丁目（北1西1、大通東（日语：大通東 (札幌市)）1，終點）

#### 函館新道
渡島綜合振興局
函館市
- 北海道道100號函館上磯線：昭和3丁目
- 函館江差自動車道、函館新道、函館新外環狀道路函館交流道（日语：函館インターチェンジ）：桔梗町

龜田郡七飯町
- 北海道道969號大野大中山線：大川 → 函館新道七飯大川交流道（日语：七飯大川インターチェンジ）
- 北海道道264號七飯療養所線：櫻町 → 函館新道七飯本町交流道（日语：七飯本町インターチェンジ）
- 函館新道七飯藤城交流道（日语：七飯藤城インターチェンジ）：藤城

### 主要峠
- 目名峠（標高214公尺）：後志支廳壽都郡黑松內町 - 後志支廳磯谷郡蘭越町
- 俱知安峠（標高250公尺）：後志支廳虻田郡俱知安町 - 後志支廳岩內郡共和町
- 稻穗峠（日语：稲穂峠）（標高266公尺）：後志支廳岩內郡共和町 - 後志支廳余市郡仁木町

## 關連項目
- 日本一般國道列表

## 外部連結
- 北海道開發局
  - 函館開發建設部
  - 小樽開發建設部
  - （页面存档备份，存于）